# Figuerismo

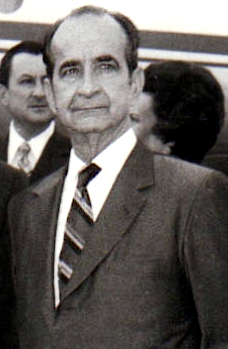
José Figueres Ferrer.

É conhecido como figuerismo uma tradição política e ideológica da Costa Rica de tendência socialista democrática iniciada pela figura controversa de José Figueres Ferrer, um dos líderes da esquerda democrática na América Latina que ocupou a presidência da Costa Rica em três ocasiões: como governante de facto após a revolução costarriquenha entre 1948 e 1949 e, em seguida, como um presidente democraticamente eleito duas vezes, entre 1953 a 1958 e entre 1970 a 1974. Vários partidos políticos costarriquenhos se proclamam como adeptos do figuerismo como seus mais fiéis representantes, incluindo o Partido Liberación Nacional, o Partido Acción Ciudadana e o Alianza Patriótica, os quais prestam homenagem à figura de José Figueres e têm em suas fileiras personalidades próximas ao ex-presidente Figueres e de origem figuerista.
Figueres é lembrado, dentre outras coisas, por ter respeitado as "Garantías Sociales" (uma série de reformas sociais benéficas para as classes populares promulgadas na administração Calderón, que provocaram a guerra civil e que não foram revogadas por Figueres), por ter abolido o exército, aprovado o sufrágio feminino, acabado com a segregação racial (até 1949 os negros não tinham direito de votar nem sair de certas áreas) e pela criação do Instituto Costarricense de Electricidad.
O centenário do seu nascimento, em 25 de setembro de 2006, foi comemorado tanto pelo governo liderado por Óscar Arias do Partido Liberación Nacional na Assembleia Legislativa  como pela principal força oposicionista, o Partido Acción Ciudadana.